# Ys

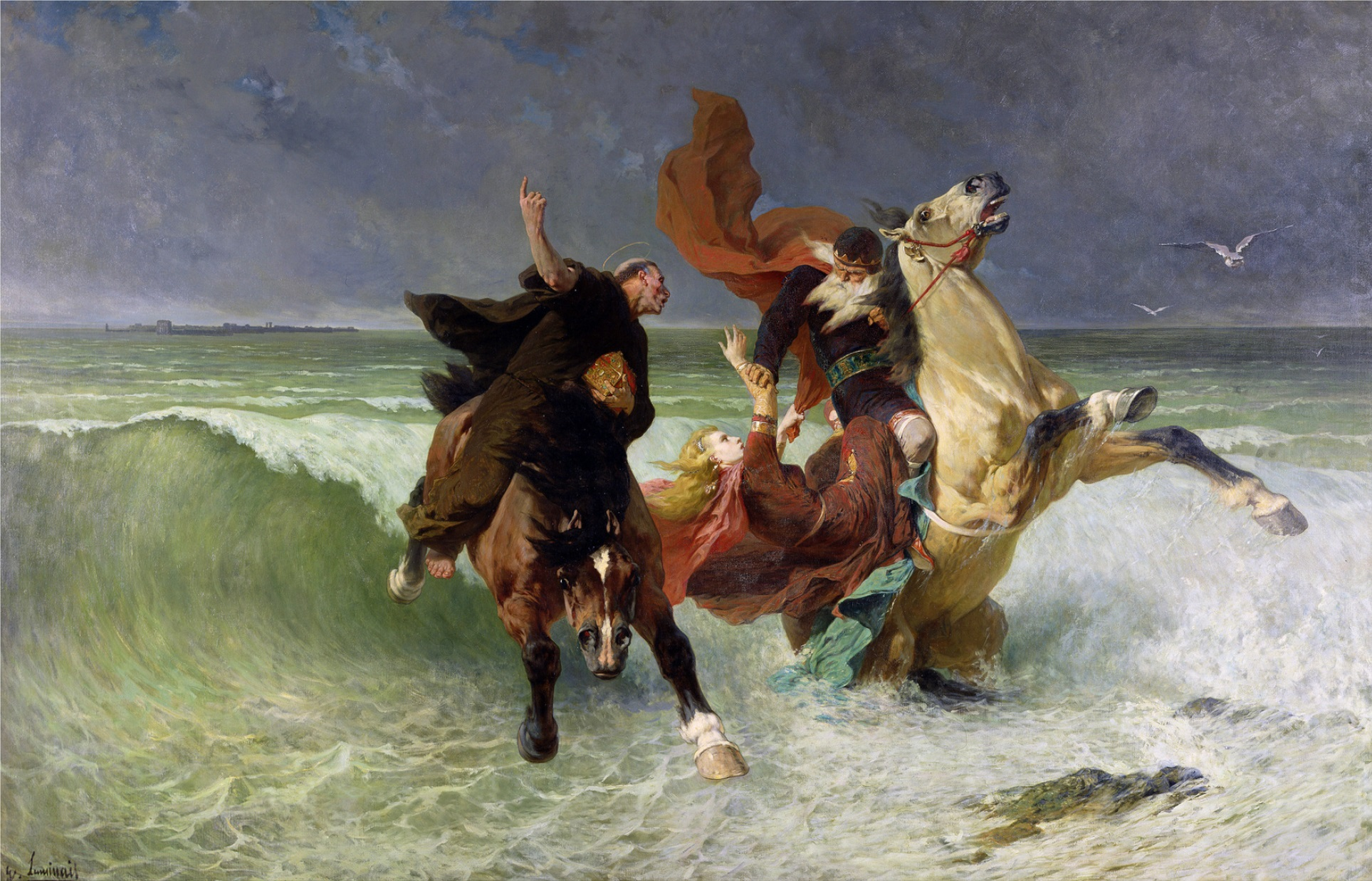
Die Flucht von Gradlon Mawr von Évariste-Vital Luminais (1884)

Ys ([iːs], auch Ker Ys, bretonisch Kêr-Is) ist ein Mythos über eine versunkene Stadt, die in der Bucht von Douarnenez in der Bretagne liegen soll. In unterschiedlichen Erzählungen wird geschildert, wie die Stadt Ys zu ihrem Reichtum kam. Höhepunkt jeder Darstellung ist allerdings die Sturmnacht, in der die Stadt Ys in den Fluten versinkt und der König für seine eigene Rettung seine Tochter Dahut den Fluten und somit auch dem Tod überlassen muss.
Auch heute soll der Legende nach die Prinzessin, ihr langes blondes Haar kämmend, den Fischern in Mondnächten als Sirene erscheinen. Oftmals wird auch erzählt, dass die Stadt bei Sonnenaufgang als ein mahnendes Beispiel aus dem Meer auftaucht. An klaren und windstillen Tagen sollen die Fischer die Glocken der im Meer versunkenen Stadt hören.

## Wirkungsgeschichte
- 1871 erschien Josef Viktor Widmanns romantisch-ironisches Stanzen-Epos Der Wunderbrunnen von Is (das er auch unter dem Pseudonym „Messer Lodovico Ariosto Helvetico“ mit dem Titel Kalospinthechromokrene oder der Wunderbrunnen von Is veröffentlichte), das auf bretonischen Sagen basiert.
- Die Legende wurde vielfach künstlerisch verarbeitet. So hat der französische Komponist Claude Debussy für sein Prélude La cathédrale engloutie (1909) Inspiration in der Legende gefunden. In seinem Werk ist zu hören, wie das Glockengeläut einer Kathedrale, die ebenfalls ein Bestandteil einiger Fassungen der Erzählung ist, langsam aus dem Meer hervordringt, bis sie musikalisch sinnbildlich sichtbar am Horizont erscheint. Gegen Ende des Stückes versinkt Ys in den Fluten. Der Komponist Édouard Lalo schrieb in den Jahren von 1875 bis 1887 die Oper Le roi d’Ys, in der ebenfalls das wasserreiche Schicksal dieser versunkenen Stadt Handlungsfolie ist. Eine symphonisch dichtende Oper zum Meeresuntergang der Stadt schrieb der französische Komponist Paul Le Flem: La Magicienne de la mer (1947).
- Die Sängerin und Harfenistin Joanna Newsom veröffentlichte 2006 das Album Ys, in dem sie auf die Legende der Stadt Bezug nimmt.
- Der Science-Fiction-Autor Poul Anderson verfasste mit seiner Frau Karen die Tetralogie Der König von Ys (Roma Mater, Gallicenae, Dahut und The Dog and the Wolf), die auf der Legende von Ys und auf Frazers Goldenem Zweig beruht. Der römische Legionär Gratillonius wird zum König von Ys, nachdem er seinen Vorgänger im Zweikampf besiegt hat. Die Romane spielen zur Zeit des Bagaudenaufstandes.
- Der polnische Autor Andrzej Sapkowski arbeitete die Legende in eine seiner Kurzgeschichten um den Hexer Geralt mit ein. Enthalten ist sie in der Kurzgeschichtensammlung Miecz przeznaczenia (1993), zu deutsch: Das Schwert der Vorsehung, mit dem Titel Ein kleines Opfer. Gekonnt hat er darin auch gleich die Geschichte der kleinen Meerjungfrau von Hans Christian Andersen mit eingewoben, die dort aber als recht widerspenstige Sirene auftaucht und zuerst partout keine Beine bekommen möchte, nur um sich von einem in sie verliebten „Zweibeiner“ ehelichen zu lassen.
- Im 2007 erschienenen Computerspiel The Witcher (basierend auf Andrzej Sapkowskis Romanreihe) des polnischen Publishers CD Projekt wurde das Thema um die Stadt Ys ebenfalls wieder aufgegriffen. So erscheint sie dem Spieler in einem Kapitel des Spiels als Luftspiegelung über dem Meer. Zudem gibt es im Spiel eine aufzufindende Zutat für Tränke, die sich „Stein von Ys“ nennt.
- In mehreren französischen Comicserien spielt die Stadt Ys eine zentrale Rolle, etwa im fünften Band von Le chant d’Excalibur von Christophe Arleston und Éric Hübsch (dt. „Excalibur: Das prächtige Ys“).[1] Auch der Comic-Roman Bran Ruz von Auclair und Alain Deschamps spielt zum Teil in Ys.
- Im E-Book Im Bann der Wasserfee. Schatten über Ys (2018) von Sharon Morgan wird die Legende in eine historische Liebesgeschichte mit phantastischen Elementen eingewoben. Dahut ist darin neben ihrem Vater, dem König Gradlon, eine der Hauptpersonen.
- Ys spielt eine Rolle in der Folge Bretonische Flut der deutschen Fernsehserie Kommissar Dupin.